# Rezystywność gruntu
Rezystywność gruntu – rezystancja bloku gruntu w kształcie sześcianu o długości krawędzi równej 1 m, przy czym elektrody pomiarowe są umieszczone na przeciwległych ścianach tego sześcianu.
Rezystywność gruntu zależy przede wszystkim od wilgotności gleby i zawartości w niej związków chemicznych rozpuszczalnych w wodzie i ulegających dysocjacji. Znaczne wahania wilgotności gruntu w warunkach rzeczywistych są przyczyną rozbieżności wartości rezystywności podawanych przez różnych autorów. Rozbieżności te są również spowodowane niejednorodnością budowy gruntów o tej samej nazwie oraz tym, że podawane wartości uzyskiwane są z pomiarów przeprowadzanych różnymi metodami.
Przykładowe spotykane wartości rezystywności gruntów:
- woda morska 0,5 Ωm
- grunt bagnisty 30–50 Ωm
- ziemia orna 90–150 Ωm
- grunt gliniasty 20–200 Ωm
- wilgotny żwir 100–500 Ωm
- suchy piasek 500 Ωm
- grunt piaszczysty suchy 500–2000 Ωm
- grunt kamienisty 100–3000 Ωm